# 周生駅
周生駅（チュセンえき）は、大韓民国全北特別自治道南原市にある韓国鉄道公社（KORAIL）全羅線の駅である。

## 歴史
- 1933年10月15日：開業。
- 2004年7月15日：旅客取扱中止。
- 2004年8月5日：現在地に移転。

## 隣の駅
韓国鉄道公社
全羅線
南原駅 - 周生駅 - (甕井駅) - (金池駅) - 谷城駅